# Cyathea mesosora
Cyathea mesosora är en ormbunkeart som beskrevs av Holtt. Cyathea mesosora ingår i släktet Cyathea och familjen Cyatheaceae. Inga underarter finns listade.